# Bullet – Auge um Auge
Bullet – Auge um Auge (Originaltitel: Bullet) ist ein US-amerikanischer Actionfilm von Julien Temple aus dem Jahr 1996.

## Handlung
Der in Brooklyn aufgewachsene jüdischstämmige Butch Stein verbringt acht Jahre im Gefängnis. Er wird auf Bewährung freigelassen. Sein Bruder Ruby und sein Freund Lester holen ihn am Gefängnistor ab.
Als Stein in Brooklyn ankommt, gerät er an zwei Jugendliche, die mit dem Drogenhändler Tank ein Geschäft abschließen wollen. Er zwingt sie, aufs Dach eines Wohnhochhauses zu gehen, wo sie sich nackt ausziehen müssen. Die Kleidung wird vom Dach geworfen.
Kurz daraufhin wird Stein von einem Helfer Tanks angesprochen und gefragt, was er vorhabe. Der Mann bedroht Stein mit einem Messer, woraufhin Butch ihm das Messer ins Auge rammt.
Tank beauftragt Gates damit, Stein zu verprügeln. Stein bricht jedoch dem Schläger seine Hand.
Stein wird von Tank erschossen und nach dem jüdischen Ritual begraben. Seine Angehörigen legen Steine aufs Grab.
In der letzten Szene geht Tank alleine nach Hause. Ein maskierter Mann (Butchs Bruder Louis) überrascht ihn, er schneidet Tanks Kehle durch.

## Kritiken
„Triste Untergangsstudie, deren vorhersehbarer Ausgang einen unangenehmen Nachgeschmack hinterläßt. Der vor Gewalt, Pessimismus und Ekel strotzende Film bleibt letztlich thematisch wie formal zu eindimensional.“

Ryan Cracknell schrieb im Apollo Guide, dass der Film „sich in der Hoffnungslosigkeit der Straßen wälze“. Er zeige den Amerikanischen Traum als lediglich einen Traum. Die Charaktere und Situationen seien „einfache Karikaturen“.
Die Zeitschrift TV14 24/2006 bezeichnete den Film als „düster“ und lobte die Besetzung.

## Hintergrund
Der Film wurde in New York City und im Gefängnis Sing Sing gedreht.
Gedreht wurde der Film im Oktober 1994. Veröffentlicht wurde der Film aber erst im Januar 1997 im Zuge der Ermordung von US-Rapper Tupac Shakur im Jahr zuvor.